# Juan Esteban Curuchet
Juan Esteban Curuchet (* 4. února 1965, Mar del Plata) je argentinský dráhový cyklista, olympijský vítěz z roku 2008.
Při svém olympijském debutu v roce 1984 získal páté místo v bodovacím závodě, stejně dopadl i o 4 roky později v Soulu. Startoval na šesti olympiádách (vynechal pouze v roce 1992), v Pekingu 2008 vybojoval ve věku 43 let zlato v madisonu ve dvojici s Walterem Pérezem. Je také mistrem světa v této disciplíně z roku 2004 a trojnásobným vítězem Panamerických her. Jezdil rovněž šestidenní závody za stáje Giessegi, Rudy Project a Supermercados Toledo.
Jeho starší bratr Gabriel Curuchet je také cyklistický závodník, společně získali stříbrnou medaili na MS 1995 v madisonu.

## Výsledky

### Olympijské hry
- 1984: 5. místo (bodovací závod)
- 1988: 5. místo (bodovací závod)
- 1996: 23. místo (bodovací závod)
- 2000: 7. místo (madison)
- 2004: 9. místo (madison)
- 2008: 1. místo (madison)

### Mistrovství světa
- 1992: 3. místo (bodovací závod)
- 1995: 2. místo (madison)
- 1997: 3. místo (madison)
- 2000: 3. místo (madison)
- 2001: 3. místo (madison)
- 2001: 2. místo (bodovací závod)
- 2002: 3. místo (madison)
- 2002: 3. místo (bodovací závod)
- 2003: 3. místo (madison)
- 2004: 3. místo (bodovací závod)
- 2004: 1. místo (madison)
- 2006: 2. místo (madison)

### Panamerické hry
- 1983: 2. místo (bodovací závod)
- 1999: 1. místo (madison)
- 2003: 1. místo (madison)
- 2007: 1. místo (madison)